# Aloe woolliana
Aloe woolliana é uma espécie de liliopsida do gênero Aloe, pertencente à família Asphodelaceae.